# Julianstown
Julianstown (en gaélico Baile Iúiliáin) es un pueblo del condado de Meath, en Irlanda. Se encuentra cerca de Drogheda en la carretera regional R132, cerca del campamento Mosney, donde tuvo lugar una de las batallas de la rebelión de 1641. Está situado en el río Nanny, el cual fluye hacia el mar en Laytown, a unos 3 kilómetros de distancia. Posee una comunidad grande, tanto de católicos como de iglesias de la iglesia de Irlanda, una escuela, una oficina de correos un pub y un hotel. 

## Orígenes
La significancia de Julianstown se basa en el puente que cruza el río Nanny en la carretera entre Dublín y Belfast. Una de sus primeras menciones conmemora la batalla que tuvo lugar cerca del puente en 1641 con una placa conmemorativa en el puente erigida por Billy Butlin en los 60.
La ciudad fue el asiento de la familia Moore, que vivió en la casa Julianstown y ocupó la tierra que ahora es la parte oeste del pueblo. El Mapa de Carreteras Taylor y Skinner 1783 de Irlanda hace referencia al sitio de los Moore y también muestra la iglesia de la iglesia de Irlanda, la cual existe todavía en el 2009.